# Kelly St. George River
Der Kelly St. George River ist ein Fluss liegt in der Region Far North Queensland im Nordosten des australischen Bundesstaates Queensland.

## Geographie
Der Fluss entspringt etwa 110 Kilometer nordwestlich von Cairns und westlich des Daintree-Nationalparks in den Atherton Tablelands, einem Teil der Great Dividing Range. Er fließt in vielen Mäandern nach Südwesten und unterquert den Mulligan Highway. Nach 36 Kilometern bildet er mit dem Spring Creek den St. George River.